# Hullsia
Hullsia là một chi thực vật có hoa trong họ Cúc (Asteraceae).

## Loài
Chi Hullsia gồm các loài: